# حب يابس (النادرة)

تعديل مصدري - تعديل

حب يابس محلة تابعة لقرية حرية، التابعة لعزلة حزيب بمديرية النادرة إحدى مديريات محافظة إب في الجمهورية اليمنية، بلغ تعداد سكانها 27 حسب تعداد اليمن لعام 2004.